# فرمن بالاسيوس
فرمن بالاسيوس (بالإسبانية: Fermín Palacios)‏ (و. – القرن 19 م) هو سياسي من السلفادور ولد في سان سلفادور.